# 撑篙竹
撑篙竹（学名：Bambusa pervariabilis）为禾本科簕竹属下的一个种。

## 扩展阅读
- 維基物種上的相關：撑篙竹